# Alfred Olek
Alfred Olek  (23. července 1940 Świętochłowice - 10. března 2007) byl polský fotbalový záložník.

## Fotbalová kariéra
Začínal v týmech Czarni Chropaczów a Naprzód Lipiny. Polskou nejvyšší soutěž hrál za Górnik Zabrze. Nastoupil ve 114 ligových utkáních a dal 4 góly. S Górnikem Zabrze získal třikrát mistrovský titul a čtyřikrát vyhrál pohár. V Poháru mistrů evropských zemí nastoupil v 11 utkáních a v Poháru vítězů pohárů nastoupil v 15 utkáních a dal 3 góly. Za polskou reprezentaci nastoupil v roce 1970 v přátelském utkání s Irskem. Kariéru končil ve druhé skotské lize v týmu Hamilton Academical FC a v polských nižších soutěžích v týmech Concordia Knurów a LZS Gierałtowice.

## Ligová bilance
| Ročník                          | Zápasy | Góly | Klub                   |
| ------------------------------- | ------ | ---- | ---------------------- |
| 1. polská liga 1965/1966        | -      | -    | Górnik Zabrze          |
| 1. polská liga 1966/1967        | 23     | 0    | Śląsk Wrocław          |
| I Liga 1967/1968                | 26     | 1    | Górnik Zabrze          |
| I Liga 1968/1969                | 25     | 1    | Górnik Zabrze          |
| I Liga 1969/1970                | 14     | 1    | Górnik Zabrze          |
| I Liga 1970/1971                | 2      | 0    | Górnik Zabrze          |
| Scottish Division Two 1971/1972 | 15     | 1    | Hamilton Academical FC |
| Scottish Division Two 1972/1973 | -      | -    | Hamilton Academical FC |
| CELKEM I Liga                   | 114    | 4    |                        |